# Cratere Zaqar
Zaqar è un cratere sulla superficie di Ganimede.